# Володимир Андрійович (князь волинський)
Володимир Андрійович (1118 — 28 січня 1170) — князь Білогородський (1150), Дорогобузький (1150 —1152, 1156—1170), Пересопницький (1150—1152), Берестейський (1154—1156). Син Андрія Володимировича Доброго, онук Володимира Мономаха та половецького хана Тугоркана.

## Життєпис
Син одного з молодших Мономаховичів, досить рано залишився без батька (той помер у 40 років) і став таким чином князем-ізгоєм за чинним порядком спадкування. Рання біографія Володимира багато в чому визначалася угодою, досягнутою його батьком з іншим молодшим Мономаховичем — Юрієм Довгоруким, разом з яким Андрій боровся проти старших племінників, Мстиславичів, ще в 1130-х роках. Суть угоди полягала в тому, що Юрій обіцяв по смерті Андрія, який князював багато років на Волині, забезпечити отримання волинського престолу його сином Володимиром, в надії на що Володимир діяв у союзі з Юрієм, коли той боровся проти Ізяслава Мстиславича за велике князювання і на той час ще київські південноруські волості (1146–1154). Однак, Ізяславу вдалося, в тому числі за допомогою правителів Угорщини та Польщі, з якими він перебував у родинних зв'язках, затвердити Волинське князівство за своїми нащадками. Володимиру вдавалося княжити лише в удільних центрах на Волині, які він отримував спочатку від Юрія, який захопив їх, а потім від спадкоємця Ізяслава — Мстислава.
За версією Л. Войтовича після виведення Ізяславом Мстиславичем з Волині Святослава Ольговича в 1146 до переводу Ізяславом на Волинь з Новгорода Святополка Мстиславича в 1148 волинським князем був Володимир Андрійович, проте, інші джерела не містять відомостей про це.
Тіло князя було перевезене до Києва, поховане в монастирській церкві св. Андрія 15 лютого.

## Родина та діти
Дружина:
- Дочка Святослава Ольговича Чернігівського.

Відомості про нащадків відсутні.